# Campagna delle Indie orientali olandesi
La campagna delle Indie orientali olandesi fu l'insieme delle operazioni militari che si svolsero tra il 17 dicembre 1941 e il 9 marzo 1942 nelle colonie olandesi d'Indonesia, che videro le forze Alleate, riunite sotto il comando congiunto con sigla ABDA (American-British-Dutch-Australian Command), tentare di opporsi alle forze imperiali giapponesi, composte dalla 16ª Armata dell'Esercito imperiale giapponese e dalla Forza Sud della Marina imperiale giapponese, il cui obiettivo era assicurarsi le ricche risorse petrolifere e minerarie delle Indie Olandesi. La superiorità numerica e qualitativa delle navi e dei mezzi nipponici sbaragliò la disordinata resistenza dell'eterogenea flotta alleata, mentre a terra si ebbero pochi scontri nei quali i giapponesi ebbero sempre la meglio grazie al numero e all'impiego di carri armati, dei quali gli Alleati erano completamente sprovvisti. Le ultime battaglie, svoltesi tra la fine di febbraio e la prima decade di marzo, videro la quasi totale distruzione del superstite naviglio olandese e inglese e la conquista dell'isola di Giava.

## Eventi precedenti
I giapponesi si videro privati, per effetto dell'embargo del 26 luglio 1941, del 93% dei loro rifornimenti di petrolio, che provenivano dalle Indie Olandesi (all'epoca il 4º produttore al mondo), oltre che della gomma prodotta nella regione. Nonostante il governo del principe Konoe avesse tentato un accordo con gli statunitensi, questi respinsero ogni attenuazione dell'embargo. In Giappone si ebbe allora una crisi del governo, e il 18 ottobre 1941 esso fu assunto dal generale Hideki Tōjō, acceso bellicista. Con lui l'Impero del Sol Levante si preparò a una guerra colossale, da condurre contemporaneamente contro Stati Uniti (la cui flotta sarebbe stata distrutta in porto), Regno Unito (attacco alle colonie di Hong Kong, Malesia e Singapore), Australia (sbarchi in Nuova Guinea e nelle Salomone) e Paesi Bassi, le cui colonie delle Indie Orientali erano ricche di petrolio, gomma, stagno e altre risorse di grande valore bellico per il Giappone. Inoltre tali territori erano strategicamente importanti in quanto se conquistati avrebbero permesso di minacciare l'Australia e l'India e le relative rotte di comunicazione e approvvigionamento, fino alla possibile interdizione dei rifornimenti al Medio Oriente attraverso la rotta che circumnaviga l'Africa.
Il 7 dicembre 1941, seguendo i piani già pronti dal settembre precedente, i giapponesi conducevano uno spettacolare attacco a Pearl Harbor, mettendo fuori causa il grosso della flotta statunitense del Pacifico per almeno 7 mesi. In contemporanea spiegavano il loro potenziale militare in Cina, Indocina e nel sud-est asiatico.

## Piani e forze giapponesi
Le forze navali messe in campo dai giapponesi erano importanti come numero e come qualità del materiale, sia in termini di navi che di aerei, tutti di progettazione recente o comunque rimodernati recentemente. Inoltre le forze impiegate erano temprate da esperienze di combattimento acquisite durante la guerra con la Cina, e da massicci cicli di esercitazioni combinate.
Per la conquista del settore dell'Indonesia i giapponesi avevano riunito una potente forza navale: le corazzate veloci della classe Kongo Kongo e Haruna, la portaerei Ryujo, 13 incrociatori pesanti, 4 incrociatori leggeri, 41 cacciatorpediniere. Nei campi di volo dell'Indocina furono poi concentrate le tre flottiglie dell'11ª Flotta aerea della Marina imperiale giapponese, in totale circa 560 velivoli (bombardieri/aerosiluranti bimotori Mitsubishi G4M, Mitsubishi G3M, caccia Mitsubishi A6M), con il compito di appoggiare le operazioni in tutte le Indie Olandesi; a essi si affiancarono circa 300 apparecchi appartenenti al 5º Gruppo aereo dipendente dall'esercito imperiale. Le forze terrestri erano riunite nella 16ª Armata, articolata sulla 2ª Divisione fanteria, sulla 48ª Divisione fanteria e su altri reparti indipendenti della grandezza di brigate o reggimenti: le truppe erano ben addestrate, agguerrite e appoggiate da un nucleo sostanzioso di carri armati leggeri e medi.

## Piani e forze degli Alleati
Le truppe alleate, raccolte sotto il comando unificato ABDA, erano sì numerose, ma dotate di armamenti obsoleti e sparse su una vastissima zona di operazioni, mentre i comandanti spesso si attenevano a dottrine superate. L'aviazione era esigua e mancavano completamente carri armati o mezzi terrestri leggeri, come anche facevano difetto cannoni anticarro e antiaerei.
Le forze navali forze alleate consistevano in 6 incrociatori, dei quali 2 pesanti (l'HMS Exeter, armato con soli 6 cannoni da 203mm ed il moderno USS Houston); sette incrociatori leggeri, gli australiani Hobart e Perth (ex-Apollo ed ex-Amphion della classe Leander), gli statunitensi Boise e Marblehead, 3 incrociatori olandesi obsoleti, De Ruyter, Java e Tromp, dei quali il solo De Ruyter con una qualche efficacia in uno scontro navale. A questi si aggiungeva una forza di 22 cacciatorpediniere in gran parte relativamente recenti: gli statunitensi John D. Edwards, John D. Ford, Paul Jones, Alden, Wipple, Edsall e Pope; gli inglesi Electra, Jupiter e Encounter; gli olandesi Eversten, Witte de With, e Kortenaer. Inoltre erano disponibili 22 sommergibili statunitensi e 16 olandesi, dei qual'ultimi però ben pochi avevano qualche efficacia bellica; infine gli Alleati potevano disporre di due navi appoggio idrovolanti, la USS Langley (già classificata come portaerei) e la USS Childs, cacciatorpediniere trasformato in nave appoggio.
Il sostegno aereo era assai limitato e i mezzi in dotazione non erano certo i più moderni: gli olandesi disponevano di pochi Brewster F2 Buffalo, fornito loro dagli inglesi, i quali erano equipaggiati con lo stesso velivolo. Gli statunitensi inviarono in zona 32 Curtiss P-40, caricati sulla USS Langley e appartenenti al 49th Pursuit Group della United States Army Air Forces. Altri 27 apparecchi furono smontati e posti nella stiva del mercantile Seawitch, per un totale di 59 P.40. La portaerei fu però individuata e affondata dall'aggressiva aeronautica nipponica, privando i difensori di parte degli aerei, che avrebbero potuto rivelarsi mezzi essenziali nelle future battaglie.

## La campagna delle Indie Orientali Olandesi
Le ostilità iniziarono il giorno 8 dicembre 1941 con la dichiarazione di guerra olandese al Giappone, contemporaneamente all'attacco di Pearl Harbor e a tutte le posizioni occidentali nel sud-est asiatico e nel Pacifico.
I primi bombardamenti giapponesi nell'area avvennero il giorno 11 con l'attacco a Tarakan, obiettivo della Forza Centrale giapponese; obiettivo erano i campi petroliferi di Palembang.
Le operazioni giapponesi progredivano intanto fulmineamente: dopo alcuni sbarchi preliminari eseguiti il 17 dicembre nel Brunei e nella colonia di Sarawak, all'inizio di gennaio 1942 truppe nipponiche mettevano piede a terra in vari punti del Borneo neerlandese, dando avvio alla conquista delle Indie orientali olandesi
In seguito alla Dichiarazione delle Nazioni Unite del 1º gennaio 1942, i governi alleati incaricarono il generale britannico sir Archibald Wavell quale comandante supremo di tutte le forze statunitensi, britanniche, olandesi e australiane (American-British-Dutch-Australian) del sud-est asiatico. Questo gli diede il controllo nominativo di una forza enorme ma dispersa, che copriva un'area che andava dalla Birmania alle Indie orientali olandesi e le Filippine. Altre aree come l'India, l'Australia e le Hawaii rimasero sotto il controllo separato dei comandi locali. Il 15 gennaio Wavell si spostò a Bandoeng sull'isola di Giava per assumere il controllo del comando dell'ABDA (ABDACOM).

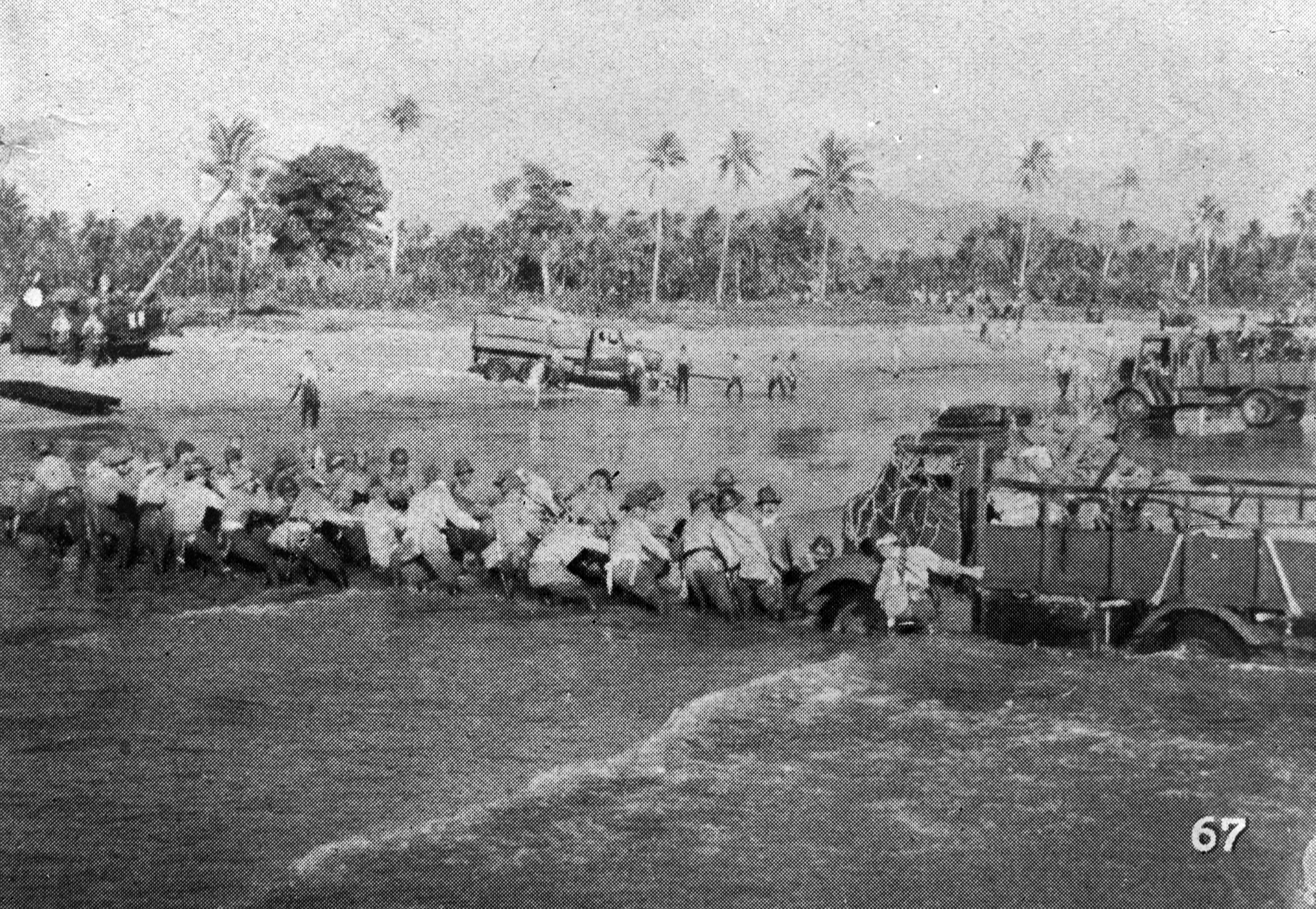
Forze giapponesi sbarcano a Giava

Ma nonostante l'evidente superiorità nipponica le forze olandesi supportate da molti indonesiani si erano battute con coraggio e i giapponesi, per vendicarsi dell'accanita resistenza, in diversi casi si diedero ad eccidi e violenze sui prigionieri, come già era avvenuto ad Hong Kong.
Le operazioni navali terminarono disastrosamente per gli alleati e, di conseguenza, le forze terrestri prive di appoggio navale e rifornimenti dovettero capitolare entro breve tempo. Le forze che ne furono in grado si ritiranono verso l'Australia. Tutti i possedimenti delle Indie Orientali Olandesi caddero sotto il controllo giapponese.

## Fasi successive
Gli Alleati non tentarono mai durante la guerra di riconquistare la regione, che rimase in mani giapponesi fino alla loro capitolazione, preferendo invece un attacco diretto al territorio giapponese attraverso la progressiva penetrazione in profondità mediante tappe successive, che vennero definite "i salti della rana di MacArthur". La lunga occupazione favorì la nascita di un movimento indipendentista indonesiano e malese che nel dopoguerra avrebbero portato all'indipendenza delle colonie inglesi ed olandesi nella regione.